# Stano Kropilák
Stanislav Kropilák, dit Stano Kropilák, né le 10 juin 1955 à Kremnica en Tchécoslovaquie et mort le 14 octobre 2022, est un joueur tchécoslovaque de basket-ball. Il évoluait au poste d'ailier.

## Palmarès
- 3e du championnat d'Europe 1977 et 1981
- Finaliste du championnat d'Europe 1985